# Dalmo Gaspar
Dalmo Gaspar (* 19. Oktober 1932 in Jundiaí; † 2. Februar 2015 ebenda) war ein brasilianischer Fußballspieler und -trainer. Er wurde als linker Außenverteidiger eingesetzt. Als Spieler gewann Dalmo mit dem FC Santos diverse nationale und internationale Titel.

## Karriere
Dalmo begann das Fußballspielen in den Straßen des Barrio Vianelo von Jundiaí in einer Gruppe namens Vasquinho. Von hier kam er in der Jugendmannschaft des São Paulo de Jundiaí. Hier wurde er Meister in der Jugendmeisterschaft der regionalen Fußballliga. 1951 wechselte er zum Paulista FC um seine Profikarriere zu starten. Nach drei Jahren ging er 1954 zum höherklassigen Guarani FC. Aufgrund seiner guten Leistung weckte Dalmo am Ende der Saison 1956 das Interesse des FC Santos. Zum Wechsel kam es aber erst im Oktober 1957.
Sein erstes Spiel für Santos fand am 26. Oktober 1957 beim 4:3-Sieg gegen Palmeiras São Paulo im Estádio do Pacaembu in der Staatsmeisterschaft von São Paulo statt. Zunächst wurde Dalmo bei Santos als Innenverteidiger eingesetzt, mit der Ankunft von Chico Formiga wurde er aber auf die linke Seite versetzt, obwohl der rechte Fuß sein spielstarker war. In einer Zeit, in der sich die Außenverteidiger mehr um die Verteidigung kümmerten, war Dalmo ein sicherer und beständiger Spieler, der kaum verletzt war und oft derjenige war, der während der Saison am häufigsten für die Mannschaft spielte. In seiner gesamten Zeit bei Santos bestritt er 369 Spiele und erzielte vier Tore. Sein letzter Auftritt mit dem Trikot von Santos fand am 9. August 1964 beim 2:1-Sieg gegen den CA Juventus im Estádio Rua Javari statt. Er verließ dos Santos im Alter von 31 Jahren, aber er ging nicht glücklich. Ich wünschte, ich hätte länger in dem Team bleiben können, dass ich liebte. Dalmo war einer der wenigen Spieler von Santos aus dieser Zeit, der nie für die brasilianische Fußballnationalmannschaft berufen wurde, obwohl er als Innen- und Außenverteidiger sowie Mittelfeldspieler vielseitig einsetzbar war und der ein niedrigeres Gehalt als seine Teamkollegen hatte.
So kehrte der erfahrene Dalmo wieder nach Campinas zu Guarani zurück. Hier blieb er bis zum Ende der Saison 1966. Im Jahr darauf ließ er seine aktive Laufbahn bei Paulista ausklingen.

### Weltpokal 1963
Mit dem Gewinn der Copa Libertadores 1963 nahm Santos wie bereits 1962 am Weltpokal 1963 teil. Finalgegner war der AC Mailand. Das Hinspiel am 16. Oktober 1963 im Stadio San Siro konnten die Italiener mit 4:2 für sich entscheiden. Das Rückspiel am 14. November im Maracanã endete wieder 4:2, dieses Mal für Santos. Deshalb musste ein Entscheidungsspiel den Gewinner ermitteln. Dieses fand zwei Tage später wieder im Maracana statt. Hatte Dalmo im Hinspiel keine Berücksichtigung gefunden, wurde in beiden Spielen in Brasilien als rechter Verteidiger eingesetzt. Das dritte Spiel wurde durch ein einziges Tor entschieden. Dieses erzielte Dalmo per Strafstoß. Mailands Mannschaftskapitän Cesare Maldini wollte mit rechts den Ball klären, als Santos Spieler Almir Pernambuquinho, der Pelé ersetzte, bewusst mit seinem Kopf zwischen Ball und Fuß ging. Almir sagte dazu später: „Ich wusste, ich könnte blind werden, sterben, aber damals musste ich das tun.“ Schiedsrichter Juan Regis Brozzi aus Argentinien entschied daraufhin auf Platzverweis für Maldini und Elfmeter für Santos. Da die Stamm-Elfmeterschützen Calvet, Pelé und Zito nicht am Spiel teilnahmen, war Pepe Santos offizieller Schütze, aber Dalmo, nahm dem Linksaußen selbstbewusst den Ball aus den Händen und ging zum Elfmeterpunkt. „Zu dieser Zeit sollte jeder, der am sichersten fühlte, antreten“, erklärte Pepe Jahre später. Und Dalmo nahm den Ball und begann in der 34. Minute der ersten Halbzeit, den Elfmeter zu schießen, der dazu führte, dass Santos der erste zweimalige Sieger des Wettbewerbes wurde. Der Erfinder der Paradinha, der später von Pelé verewigt wurde, nahm diesmal einen kurzen Anlauf und, als hätte er bereits entschieden, wohin er schießen wollte, und platzierte den flachgeschossenen Ball nahe am rechten Pfosten. Ein sehr ähnliches Tor wie das Milésimo de Pelé, das 1000-ste Tor von Pelé, dass sechs Jahre später im selben Maracanã erzielt wurde.

### Elfmetertrick (Paradinha)
Dalmo galt als einer der besten Elfmeterschützen seiner Zeit. Im Training mit den Torhütern Gilmar und Laércio machte Dalmo einen „Stopp“, kurz bevor er den Ball in Elfmeterschießen berührte, eine effektive Technik, die er seit den Tagen von São Paulo de Jundiaí nutzte. So sah er, wie auf welcher Seite der Torwart den Ball parieren wollte und konnte entsprechend selbst die andere Seite wählen. Pelé liebte diesen in Brasilien Paradinha genannten Trick und beschloss, diese effiziente und sichere Technik zu praktizieren. So verwandelte der „König des Fußballs“ den Trick in seinen eigenen, bis er von der FIFA verboten wurde. Vielfach wurde Pelé auch als Erfinder des Paradinha bezeichnet, welches aber Dalmo zustand.

### Pelés Schuhe
In einem Interview sagte Dalmo, dass er sei der erste Spieler war, der in Brasilien Fußballschuhe aus Gummi getragen hätte. Er sagte, dass Pelé auf einem Ausflug nach Europa ein Paar moderne Fußballschuhe gewonnen hatte. Der Fußballkönig nahm das Geschenk an, aber im Hotelzimmer hätte er die Schuhe verachtet und gesagt, er würde sie dort lassen und sie nicht nach Brasilien mitnehmen. Dalmo war der Mitbewohner von Pelé. Er nahm die Schuhe für sich und benutzte sie während der nationalen Meisterschaften.

### Auftritt in Hamburg
Am 20. Oktober 1962 trat der FC Santos in Hamburg zu einem Freundschaftsspiel gegen den Hamburger SV an. Im mit über 72.000 Zuschauern ausverkauftem Volksparkstadion stand Dalmo in der Startelf seines Klubs. Das Santos-Team, das gegen Hamburg auf dem Feld bestand aus: Laércio; Mauro Ramos, Dalmo und Zé Carlos; Calvet (Formiga) und Lima; Bé (Pagão), Mengálvio, Coutinho, Pelé und Dorval Rodrigues. Das Spiel endete 3:3. Die Tore für Santos erzielten Pelé (2) und Coutinho. Für den HSV trafen Uwe Reuter (2) und Uwe Seeler.

### Trainer
In den 1980er Jahren versuchte sich Dalmo auch als Trainer. Hier war nur bei unterklassigen Klubs tätig. Bei seiner ersten Station bei Grêmio Catanduvense konnte er 1980 seinen einzigen Teilerfolg feiern. In der zweiten Liga der Staatsmeisterschaft von São Paulo führte der den Klub zur Vizemeisterschaft.

## Trivia
Nach seiner aktiven Laufbahn war Dalmo als Sportkommentator bei Rádio Cidade Jundiaí aktiv und arbeitete bis zu seiner Pensionierung als Beamter im Rathaus von Jundiaí. Dalmo starb am 2. Februar 2015 im Krankenhaus, nachdem er wegen einer Blutinfektion eingeliefert worden war, in seiner Heimatstadt Jundiaí. Der ehemalige Spieler litt an Alzheimer. Er hinterließ seine Ehefrau Maria Carbonari Gaspa, mit der er zwei Kinder hatte: Fábio Gaspar und Ana Paula Gaspar.

## Erfolge
Santos
- Staatsmeisterschaft von São Paulo: 1958, 1960, 1961, 1962, 1964
- Torneio Rio-São Paulo: 1959, 1963, 1964
- Campeonato Brasileiro de Futebol – Vizemeister: 1959
- Campeonato Brasileiro de Futebol – Meister: 1961, 1962, 1963
- Copa Libertadores: 1962, 1963
- Weltpokal: 1962, 1963